# Manoel Viana
Manoel Viana es un municipio brasileño del estado de Río Grande del Sur.
Se encuentra ubicado a una latitud de 29º35'21" Sur y una longitud de 55º28'58" Oeste, estando a una altitud de 113 metros sobre el nivel del mar. Su población estimada para el año 2004 era de 7.626 habitantes.
Ocupa una superficie de 1402,4 km².